# Neolepisorus cuneatus
Neolepisorus cuneatus là một loài thực vật có mạch trong họ Polypodiaceae. Loài này được S.F. Wu miêu tả khoa học đầu tiên năm 1995.